# Rathaus (Murnau am Staffelsee)

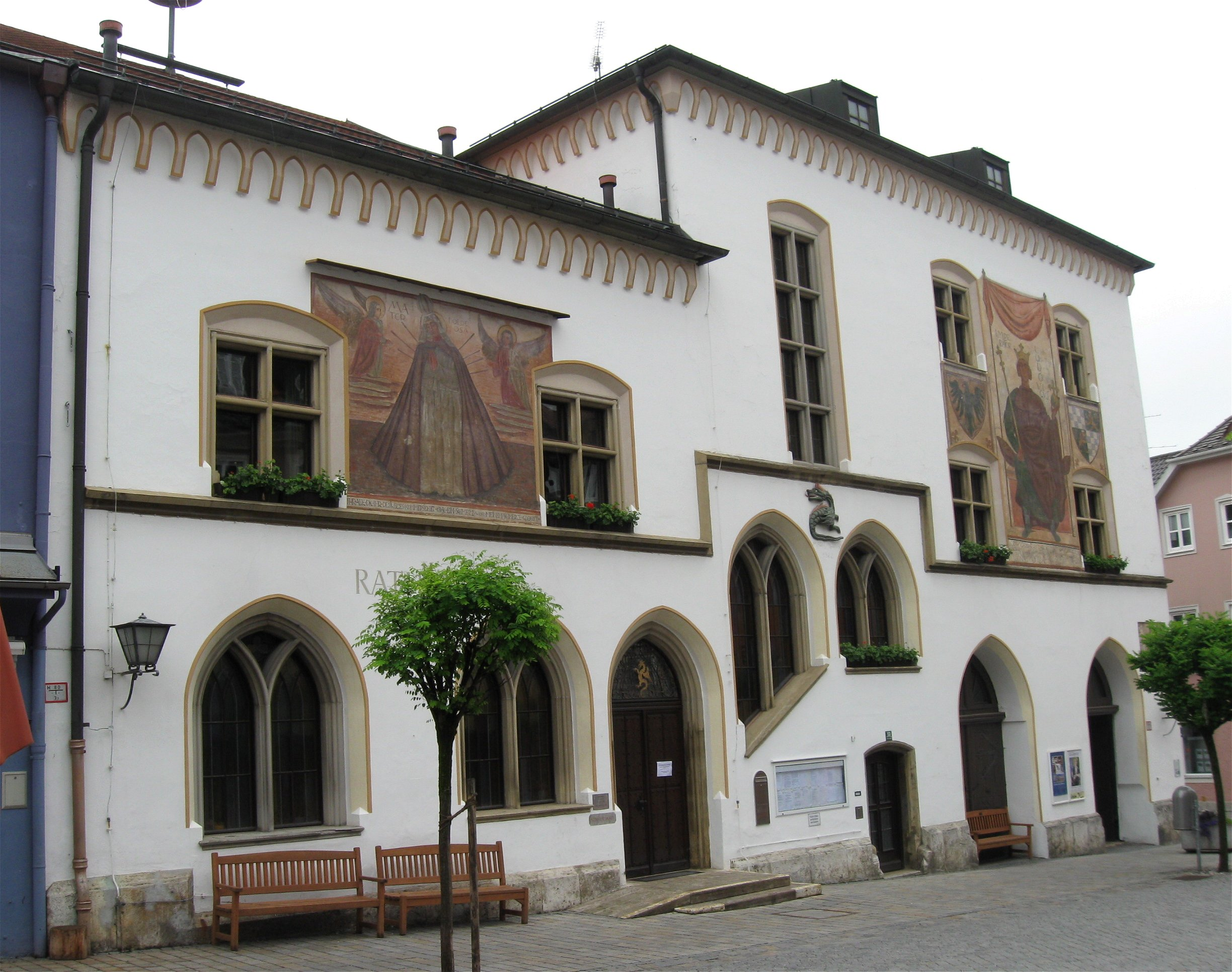
Rathaus in Murnau

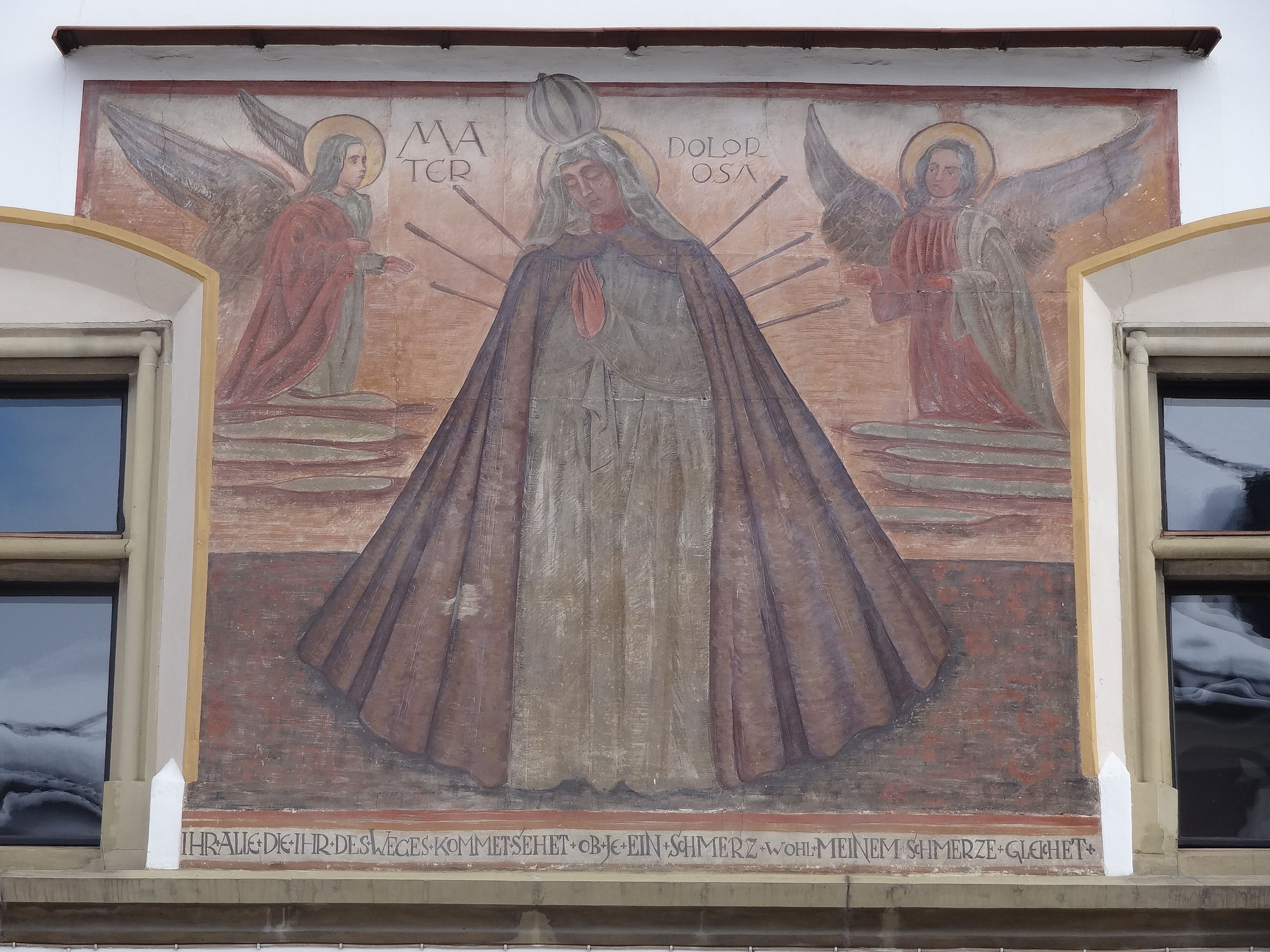
Mater Dolorosa an der Fassade

Das Rathaus in Murnau am Staffelsee, einer oberbayerischen Gemeinde im Landkreis Garmisch-Partenkirchen, wurde 1842 errichtet. Das Rathaus mit der Adresse Untermarkt 13 ist ein geschütztes Baudenkmal.

## Geschichte
Da das alte Rathaus mit angebauter Schranne und Kornhaus baufällig geworden war, wurde es abgerissen und durch einen Neubau an gleicher Stelle ersetzt. Der dreigeschossige gotisierende Walmdachbau mit zweigeschossigem Flachsatteldachanbau besitzt Maßwerkfenster. Die Fassadenmalerei stellt die Mater Dolorosa und Ludwig den Bayern dar.